# Philip Green (généticien)
Philip Palmer Green, né le 5 juillet 1950 est un biologiste théoricien et informaticien réputé pour avoir développé d'importants algorithmes et procédures utilisés dans la Cartographie génétique et le séquençage de l'ADN. 

## Biographie
Il obtient son doctorat de Berkeley en mathématiques en 1976 avec une thèse sur l'algèbre C* sous la direction de Marc Rieffel, mais passe des mathématiques pures aux travaux appliqués en biologie et en bioinformatique. Green obtient de nombreux résultats importants, notamment dans le développement de Phred , un analyseur de traces d'ADN largement utilisé , dans les techniques de cartographie  et dans l'analyse génétique ,. Green est élu à l'Académie nationale des sciences en 2001 et remporte le prix Gairdner en 2002 .